# エマニュエル・サランジェ
エマニュエル・サランジェ（Emmanuel Salinger、1964年 - ）は、フランスの俳優(映画、テレビ、舞台)、脚本家、映画監督。
1989年、初監督した短編「Blind Alley」がカンヌ映画祭の正式出品作となる。その後はIDHEC時代の仲間、ノエミ・ルヴォヴスキの短編などに出演する。アルノー・デプルシャンの長編デビュー作『魂を救え!』で主演映画デビューして注目を集め、セザール賞の有望若手男優賞を受賞。以来、映画、テレビ、舞台と幅広く活躍する。
エマニュエル・サリンジャー、エマニュエル・サランジェールなどとも誤記される。

## 主な出演作品
- Dis-moi oui, dis-moi non (1989／短編)
- 二十歳の死 (1991／中編)
- 魂を救え! (1992)
- 王妃マルゴ (1994／ギヨーム・デュ・バルタス役)
- 私を忘れて Oublie-moi (1994) シネクラブ上映
- 舞台の獣 Bête de scène (1994／短編)
- 新・メグレ警視／男の首 (1994／TVシリーズの1エピソード)
- 百一夜 (1995)
- お前は死ぬことを忘れるな N'oublie pas que tu vas mourir (1995) シネクラブ上映
- そして僕は恋をする (1996)
- L.S.D. LOVE, SEX & DRUG (1996) DVDスルー
- 甘い嘘 (1999)
- 死立屋（したてや）(1999) DVDスルー
- 三重スパイ (2003)
- トレビアン、メルシー Très bien, merci (2007) TV5MONDEで放映
- La Grande Vie (2009／監督も)
- 愛の解体新書 (2010) DVDスルー
- 海辺 La plage (2015／短編) 2016年6月11日TV5MONDEで放映
- プラネタリウム Planetarium (2016)
- ポトフ 美食家と料理人 La Passion de Dodin Bouffant (2023)

## 脚本
- ヴィーナス&アポロ 恋してエステ
- Man of the Crowds（群集に消えた男） L'Homme des foules (2001／ジョン・ルヴォフ) TV放映